# Blåviks socken
Blåviks socken i Östergötland ingick i Göstrings härad, ingår sedan 1971 i Boxholms kommun och motsvarar från 2016 Blåviks distrikt.
Socknens areal är 86,92 kvadratkilometer, varav 65,73 land. År 2000 fanns här 105 invånare. Kyrkbyn Blåvik med sockenkyrkan Blåviks kyrka ligger i denna socken. 

## Administrativ historik
Blåviks socken bildades 1 maj 1880 genom utbrytningar ur Ekeby och Torpa socknar. Samtidigt bildades Blåviks församling för de kyrkliga frågorna och Blåviks landskommun för de borgerliga frågorna. Landskommunen inkorporerades 1952 i Södra Göstrings landskommun och ingår sedan 1971 i Boxholm kommun. Församlingen uppgick 2010 i Boxholms församling.
1 januari 2016 inrättades distriktet Blåvik, med samma omfattning som församlingen hade 1999/2000.
Socknen har tillhört samma fögderier och domsagor som socknens härader.

## Geografi
Blåviks socken ligger nordost om Sommen. Socknen är en sjörik bergs och skogsbygd.

## Fornlämningar
Kända från socknen är några få gravar från järnåldern.

## Gårdar
Följande gårdar fanns i socknen:

- Andersbo
- Arnäs
- Arrebo
- Blåvik
- Bösebo
- Eklabo
- Fiskarp
- Fiskevik
- Flanhult
- Helgebo
- Hårdaholmen
- Karsbo
- Kopparhult
- Liljeholmen
- Fiskarp
- Tingkullanäs

## Namnet
Namnet kommer från en gård (1307 Blawijk). Förleden är blå, 'blåsvart, mörk', efterleden vik. Namnet bör ursprungligen burits av en mörk vik.

## Befolkningsutveckling
| Befolkningsutvecklingen i Blåviks socken 1880–1990            | Befolkningsutvecklingen i Blåviks socken 1880–1990 | Befolkningsutvecklingen i Blåviks socken 1880–1990 | Befolkningsutvecklingen i Blåviks socken 1880–1990 | Befolkningsutvecklingen i Blåviks socken 1880–1990 |
| ------------------------------------------------------------- | -------------------------------------------------- | -------------------------------------------------- | -------------------------------------------------- | -------------------------------------------------- |
|                                                               |                                                    |                                                    |                                                    |                                                    |
| År                                                            |                                                    |                                                    | Folkmängd                                          |                                                    |
| 1880                                                          | 1880                                               |                                                    | 522                                                |                                                    |
| 1890                                                          | 1890                                               |                                                    | 458                                                |                                                    |
| 1900                                                          | 1900                                               |                                                    | 459                                                |                                                    |
| 1910                                                          | 1910                                               |                                                    | 459                                                |                                                    |
| 1920                                                          | 1920                                               |                                                    | 422                                                |                                                    |
| 1930                                                          | 1930                                               |                                                    | 392                                                |                                                    |
| 1940                                                          | 1940                                               |                                                    | 342                                                |                                                    |
| 1950                                                          | 1950                                               |                                                    | 259                                                |                                                    |
| 1960                                                          | 1960                                               |                                                    | 174                                                |                                                    |
| 1970                                                          | 1970                                               |                                                    | 92                                                 |                                                    |
| 1980                                                          | 1980                                               |                                                    | 71                                                 |                                                    |
| 1990                                                          | 1990                                               |                                                    | 78                                                 |                                                    |
| Anm: Källor: Demografiska databasen, CEDAR, Umeå universitet. |                                                    |                                                    |                                                    |                                                    |

### Fotnoter
1. 1 2  Svensk Uppslagsbok andra upplagan 1947–1955: Blåvik socken
2. 1 2  Harlén, Hans; Harlén Eivy (2003). Sverige från A till Ö: geografisk-historisk uppslagsbok. Stockholm: Kommentus. Libris 9337075. ISBN 91-7345-139-8
3. ↑  ”Församlingar”. Statistiska centralbyrån. https://www.scb.se/hitta-statistik/regional-statistik-och-kartor/regionala-indelningar/forsamlingar/. Läst 30 december 2022.
4. ↑  Administrativ historik för Blåvik socken (Klicka på församlingsposten). Källa: Nationella arkivdatabasen, Riksarkivet.
5. 1 2  Sjögren, Otto (1931). Sverige geografisk beskrivning del 2 Östergötlands, Jönköpings, Kronobergs, Kalmar och Gotlands län. Stockholm: Wahlström & Widstrand. Libris 9939
6. 1 2  Nationalencyklopedin
7. ↑  Fornlämningar, Statens historiska museum: Blåviks socken
8. ↑  Fornminnesregistret, Riksantikvarieämbetet: Blåviks socken Fornminnen i socknen erhålls på kartan genom att skriva in sockennamn (utan "socken") i "Ange geografiskt område"
9. ↑  Mats Wahlberg, red (2003). Svenskt ortnamnslexikon. Uppsala: Institutet för språk och folkminnen. Libris 8998039. ISBN 91-7229-020-X. https://isof.diva-portal.org/smash/get/diva2:1175717/FULLTEXT02.pdf